# Марек Лесняк
Марек Лесняк (пол. Marek Leśniak, нар. 29 лютого 1964, Ґоленюв) — польський футболіст, що грав на позиції нападника за «Погонь» (Щецин), «Ксамакс», цілу низку німецьких клубних команд, а також національну збірну Польщі. Згодом — тренер.

## Клубна кар'єра
У дорослому футболі дебютував 1982 року виступами за команду «Погонь» (Щецин), в якій провів шість сезонів, взявши участь у 150 матчах чемпіонату. Був ключовою фігурою у нападі команди, в сезоні 1986/87 із 24-ма забитими голами став найкращим бомбардиром Екстракляси.
1988 року перейшов до німецького «Баєр 04», де протягом чотирьох сезонів був гравцем основного складу, хоча високою результутивністю вже не відзначався. Згодом у 1992–1995 роках захищав кольори команди «Ваттеншайд 09», на той час аутсайдера Бундесліги. Під час виступів за цю команду 1993 року визнавався Польським футболістом року.
Протягом сезону 1995/96 грав спочатку за «Мюнхен 1860», а згодом за «Баєр Юрдінген», після чого на півтора сезони перейшов до швейцарського  «Ксамакса».
1997 року повернувся до Німеччини, де грав за «Фортуну» (Дюссельдорф) та третьоліговий «Пройсен Мюнстер».
Завершував ігрову кар'єру у команді четвертого німецького дивізіону «Фельберт», де в 2002—2004 роках був граючим тренером.

## Виступи за збірні
1983 року грав у складі юнацької збірної Польщі (U-20), був учасником тогорічного молодіжного чемпіонату світу.
1986 року дебютував в офіційних матчах у складі національної збірної Польщі. Загалом протягом кар'єри в національній команді, яка тривала 9 років, провів у її формі 20 матчів, забивши 10 голів.

## Кар'єра тренера
Отримавши перший досвід тренерської роботи у 2002—2004 роках як граючий тренер команди четвертого німецького дивізіону «Фельберт», згодом зосередився на тренерській роботі. Був головним тренером команд «Гільден-Норд», того ж «Фельберта», а також, протягом 2010 року, команди «Ваттеншайд 09».

## Титули і досягнення
- Найкращий бомбардир Екстракляси (1):

1986-1987 (24 голи)
- Польський футболіст року (1):

1993